# Yvon Delbos
Pour les articles homonymes, voir Delbos.
Yvon Delbos est un homme politique français, né le 7 mai 1885 à Thonac (Dordogne) et mort le 15 novembre 1956 à son domicile dans le 4e arrondissement de Paris. Il fut notamment ministre des Affaires étrangères, de la Défense nationale et de l'Éducation nationale.

## Jeunesse
Pierre Stanislas Yvon Delbos, fils et petit-fils d'instituteurs, naît à en Dordogne, le 7 mai 1885 à Thonac,.
Il fréquente l’École normale supérieure et entre au Parti radical.

## Journaliste radical-socialiste
Editorialiste du quotidien Le Pays, créé en 1917, puis fondateur de son successeur le quotidien L'Ère nouvelle en 1919, il devient ensuite rédacteur de la Dépêche de Toulouse. En 1924, il est élu député de la Dordogne et devient président du groupe parlementaire radical-socialiste. En 1925, il est secrétaire d'État, et du 17 avril au 28 novembre, il est ministre de l’Instruction publique et des Beaux-Arts dans le cabinet Paul Painlevé[Lequel ?]. De 1932 à 1936, il est vice-président de la Chambre des députés. Il contribue par ses vives critiques à la chute de Pierre Laval en 1935.

## Chef de la diplomatie du Front populaire
Il retrouve le gouvernement comme ministre de la Justice et vice-président du Conseil dans le cabinet Albert Sarraut du 24 janvier au 4 juin 1936. Dans les gouvernements de Front populaire, il occupe tantôt la fonction de ministre des affaires étrangères tantôt celle de ministre de l’Éducation nationale. Chef de la diplomatie du 4 juin 1936 au 13 mars 1938 dans les cabinets Léon Blum (1) et Camille Chautemps (3), il adopte une ligne conciliante à l’égard de l’Allemagne et doit faire face aux problèmes posés par la guerre d'Espagne à un gouvernement de gauche. En décembre 1937, il discute avec Józef Beck, son homologue polonais des affaires étrangères, du « projet de Madagascar ». Ses fonctions au Quai d’Orsay s’achèvent avec l’Anschluss, en mars 1938.
En 1937, séduits par la vue du couple Blum, Yvon et Germaine s'installent au 2e étage du 25 quai de Bourbon à la même adresse que Blum qui vit au premier étage, après un moment d'hésitation par peur des commentaires que pourraient faire ses électeurs.
Il redevient ministre de l’éducation dans les gouvernements Édouard Daladier (3) et Paul Reynaud, du 13 septembre 1939 au 21 mars 1940 et du 5 au 16 juin 1940.
Il fait partie des 6 ministres qui, lors du dernier conseil des ministres du cabinet Reynaud le 15 juin 1940, souhaitent la poursuite des combats et refusent la proposition Chautemps de demander les conditions d'un armistice à l'Allemagne (les autres étant Marin, Monnet, Rio, Rollin, Sérol, contre 13 ministres en faveur de la proposition Chautemps : Baudouin, Bouthillier, Chautemps, Chichery, Eynac, Frossard, Jules-Julien, Pernot, Pétain, Pomaret, Queuille, Thellier, Ybarnégaray).
Opposé à l'Armistice, il s'embarque le 20 juin 1940 avec d'autres parlementaires sur le Massilia qui gagne Alger. Résistant, il fut arrêté et déporté à Oranienburg de 1943 à 1945.
À l'élection de l'Assemblée nationale constituante de 1945, la liste radicale d'Yvon Delbos se place derrière la liste communiste et celle de la SFIO. Les deux partis se revendiquant « marxistes » emportent chacun deux sièges tandis que le cinquième revient à Yvon Delbos. Lucien Dutard est élu avec le chef de la liste communiste, Yves Péron. Yvon Delbos demeure député de Dordogne de 1946 à 1955.
Il meurt à son domicile parisien du 4e arrondissement le 15 novembre 1956. Ses obsèques suivies de son inhumation ont eu lieu en Dordogne, à Montignac.

## Ministre de laIVeRépublique
À la Libération, il est élu membre des deux Assemblées nationales constituantes et député jusqu’en juin 1955.
- Ministre d'État du gouvernement Paul Ramadier (1) (du 22 janvier au 4 mai 1947)
- Ministre d'État (France), Ministre de la Défense nationale (par intérim) du gouvernement Paul Ramadier (1) (du 4 mai au 22 octobre 1947)
- Ministre d'État (France) du gouvernement Paul Ramadier (2) (du 22 octobre au 24 novembre 1947)
- Ministre de l'Éducation nationale du gouvernement André Marie (du 26 juillet au 5 septembre 1948)
- Ministre de l'Éducation nationale du gouvernement Henri Queuille (1) (du 11 septembre 1948 au 28 octobre 1949)
- Ministre de l'Éducation nationale du gouvernement Georges Bidault (2) et Gouvernement Georges Bidault (3) (du 29 octobre 1949 au 2 juillet 1950)

Il est un ardent défenseur de l'école publique, et il fait ainsi appliquer en 1948 la loi, toujours en vigueur, qui octroie la qualité de fonctionnaires stagiaires aux élèves des écoles normales supérieures.
En tant que ministre de la Défense nationale, il donne un avis très défavorable à l’amnistie de 15 des 18 tirailleurs sénégalais condamnés après le massacre de Thiaroye et encore en détention, amnistie qui était possible après le vote de la loi d’amnistie du 16 août 1947, la condamnation visant à camoufler le crime des officiers responsables du massacre.

## Candidat à la présidence
Delbos est candidat à la présidence de la République aux trois premiers tours en décembre 1953. Il est élu sénateur RGR en juin 1955 et siège au Conseil de la République jusqu'à sa mort.

## Européen convaincu
Fervent européen, il fut aussi membre de l’Assemblée de la Communauté européenne du charbon et de l'acier et vice-président de l’Internationale libérale.

## Distinctions
- Grand-croix de l'ordre de la couronne de chêne (promotion 1937)[9]